# Ask the Dust (película)
Ask the Dust es una película de 2006 basada en la novela Ask the Dust por John Fante. La película fue escrita y dirigida por Robert Towne. Tom Cruise (con Paula Wagner y Cruise/Wagner Productions) sirvió como uno de los productores de la película. La película fue lanzada limitada el 17 de marzo de 2006. Fue filmada en su mayoría en Sudáfrica con el uso de escenarios para interpretar a Los Ángeles.

## Sinopsis
Camilla, una camarera mexicana, espera casarse con un rico estadounidense. Eso se complica al conocer a Arturo Bandini, un ítalo-estadounidense que espera  triunfar como escritor.

## Elenco
- Colin Farrell como Arturo Bandini.
- Salma Hayek como Camilla Lopez.
- Donald Sutherland como Hellfrick.
- Eileen Atkins como Mrs. Hargraves
- Idina Menzel como Vera Rivkin.
- Justin Kirk como Sammy.
- Dion Basco como Patricio.
- Jeremy Crutchley como Solomon.
- William Mapother como Bill.
- Tamara Craig Thomas como Sally.

## Retraso de película
Los derechos de la novela pertenecían a Mel Brooks, aunque él los dejó pasar sin efecto. Towne conoció a Fante en 1970. Este encuentro lo llevó a su interés en el proyecto. A pesar de terminar el guion en 1990, no pudo encontrar apoyo financiero de un estudio. Durante este tiempo el papel de Farrel iba a ser para Johnny Depp pero él lo abandonó. Otro retraso fue que Hayek inicialmente rechazó el papel para evitar ser encasillada como una inmigrante mexicana. Aceptó el papel ocho años más tarde.

## Recepción
La película recibió críticas negativas y mixtas de los críticos. Rotten Tomatoes reportó que 37% de los críticos le dieron a la película críticas positivas, basado en 100 comentarios. Metacritic, informó que la película tenía una puntuación media de 58 de 100, basado en 33 de comentarios.